# ズラブ・ポロリカシヴィリ
ズラブ・ポロリカシヴィリ（グルジア語: ზურაბ პოლოლიკაშვილი、グルジア語ラテン翻字: Zurab Pololikashvili、1977年1月12日 - ）は、ジョージアの政治家、外交官。ジョージア外務副大臣（2005年 - 2006年）、駐スペイン大使（2006年 - 2009年）、ジョージア経済発展大臣（2009年 - 2010年）、世界観光機関事務局長（2018年 - ）を歴任。

## 生い立ち
ズラブ・ポロリカシヴィリは1977年にグルジアSSRのトビリシで誕生。1994年から1998年までトビリシのジョージア技術大学で銀行学を学び、学士号を取得して卒業した。2008年から2009年までスペイン・マドリードにあるIEビジネススクールのビジネス研究所でグローバル・シニア・マネジメント・プログラムを修了した。

## 民間経歴
ポロリカシヴィリは財務・銀行部門の勤務を数年経験した後、TBC銀行の国際業務マネージャーを務めた。その後2001年から2005年までTBC銀行の中央支店長を、2010年から2011年までTBCグループの副社長を務めた。

## 政府職
ポロリカシヴィリは2009年から2010年までジョージア経済発展大臣を務めた。在任中、ポロリカシヴィリは主に観光や運輸部門の発展を促すことに注力した。彼はマーケティングやインフラの改善を実施し、その結果ジョージアを訪問する外国人観光客の数は、150万人（2009年）から280万人（2011年）に増加した。
その後ポロリカシヴィリ、世界観光機関のジョージア常任代表となった。2017年9月、世界観光機関の総会においてポロリカシヴィリは、タレブ・リファイの後任として事務局長に選出された。ポロリカシヴィリは2018年1月1日に3年間の任期で着任した。

## 私生活
ポロリカシヴィリは2001年から2011年まで、ジョージアのフットボールクラブ「FCディナモ・トビリシ」で最高経営責任者を務めた。ポロリカシヴィリは既婚で、3人の子供をもうけた。
ポロリカシヴィリは母語ジョージア語に加えて、英語、スペイン語、ロシア語を流暢に話すことができ、またフランス語、日本語、ポーランド語も話すことができる。